# Марграф, Жан
Жан Альфонс Марграф (фр. Jean Alphonse Margraff, 17 февраля 1876 — 11 февраля 1959) — французский фехтовальщик, призёр Олимпийских игр.

## Биография
Родился в 1876 году в Грасе. В 1920 году принял участие в Олимпийских играх в Антверпене, где стал обладателем серебряной медали в командном первенстве в фехтовании на саблях.